# Jean Avantage
Jean Avantage, ou Jean Lavantage, mort le 26 novembre 1456, est un prélat français du XVe siècle. Il fut évêque d'Amiens de 1437 à 1456.

## Biographie

### Une formation médicale
Jean Avantage naquit à Étaples (Pas-de-Calais) à une date non connue.
Il se destinait à l'état ecclésiastique mais entreprit des études de médecine. Reçu docteur en médecine de la réputée université de Montpellier, il devint premier médecin du duc de Bourgogne, Philippe le Bon.
Une autre source mentionne un début de carrière un peu différent : inscrit en 1407-1408 à la faculté de médecine de Paris, reçu bachelier en 1416, quitta Paris pendant deux ans, y fut ensuite reçu licencié puis maître en 1419, devint chanoine de Paris en 1422, puis médecin et conseiller du duc de Bourgogne.

### Début de carrière ecclésiastique
Jean Avantage devint chanoine de Cambrai, puis du chapitre cathédral d'Amiens, prévôt de la Cathédrale Notre-Dame de Tournai et de la collégiale Saint-Pierre de Lille. Il fit son entrée solennelle à ce titre le 27 avril 1434. Le duc de Bourgogne lui accorda la jouissance de l'îlot du Gard avec autorisation d'y faire « garenne de connils » (de lapins). Il resta prévôt pendant trois ans avant de devenir évêque d'Amiens.
On lui attribue la fondation d'une chapelle latérale dans l'église d'Étaples où figuraient ses armes en 1862.

### Évêque d'Amiens

#### L'accession à l'épiscopat
Jean Avantage fut élu évêque d'Amiens, par les chanoines du chapitre cathédral de la ville, soixante-deuxième ou soixante-troisième évêque d'Amiens grâce à l'appui de Philippe le Bon qui, depuis le traité d'Arras de 1435, avait autorité sur Amiens. Le pape Eugène IV le recommanda au roi de France Charles VII le 27 mars 1437.
Jean Avantage prit possession de son évêché par procuration donnée à Robert de Fontaine, chanoine et official du diocèse, le 27 septembre 1437 et fit son entrée solennelle le 16 mars 1348, en ayant demandé au chapitre, comme le voulait l'usage, la permission de porter l'aumusse (en principe réservée aux chanoines) dans le chœur. Quelques mois plus tard, le 23 septembre 1348, Robert de Fontaine fut élu doyen de l'église cathédrale d'Amiens. Jean Avantage prêta serment au roi le 12 avril 1440 dans la ville de Laon.
Jean Avantage était estimé « savant et vertueux » et son élévation comme évêque fut considérée comme méritée.
En 1440, il reçut la duchesse de Bourgogne, épouse de Philippe le Bon, Isabelle de Portugal, venue faire un pèlerinage dans le diocèse, renouvelant celui fait en 1437.

#### La fondation du couvent des clarisses
En 1443, il participa à la création d'un couvent de Clarisses cloîtrées (Ordre des Pauvres Dames) à Amiens : Philippe de Saveuse, capitaine d'Amiens et d'Artois, conseiller et chambellan de Philippe le Bon, et son épouse Marie de Lulli ou de Lully étaient à l'origine de la création de cet établissement, pour lequel ils achetèrent un terrain en 1442 et obtinrent l'accord du pape Eugène IV et du roi Charles VII. L'évêque intervint pour diminuer les prétentions des échevins sur les obligations du couvent. Le 26 janvier 1444, il bénit l'édifice. Le 23 avril 1445, il consacra l'église du couvent sous les vocables de saint Georges, saint François d'Assise et de sainte Claire.

#### La gestion du diocèse
L'évêché d'Amiens était considéré comme procurant de bons revenus au titulaire du poste en raison de la richesse de son temporel. Toutefois, il appartenait à l'évêque en place d'assurer le bon entretien des édifices et possessions qui le composaient, sous peine que son successeur ne lui demandât des comptes, à lui ou à ses héritiers. Jean Avantage, constatant le très mauvais état général du patrimoine de l'évêché et/ou voulant éviter toute mise en cause ultérieure à ce titre, demanda dès les premières années de son ministère, à son devancier de financer des réparations. Ne pouvant obtenir satisfaction, il déposa plainte auprès du Parlement de Paris, contre son prédécesseur, Jean Le Jeune, devenu cardinal et évêque de Thérouanne. Ce dernier resté en poste trois ans incrimina son propre devancier, Jean d'Harcourt, évêque d'Amiens pendant quinze ans, devenu évêque de Tournai puis archevêque de Narbonne. Le Parlement de Paris fut saisi plusieurs fois entre 1444 et 1450, chaque partie prenante tentant de se disculper. Finalement, tous étant gens d'Église, ils convinrent d'un compromis présenté devant le Parlement en 1451, afin qu'il le consacra. (Néanmoins, le sujet donna lieu à un nouveau procès en 1457, après le décès de Jean Avantage).

#### Les différents avec les chanoines
Le 23 décembre 1448, à la tête des chanoines, Jean Avantage reçut au seuil de la cathédrale, son protecteur Philippe le Bon, son épouse Isabelle de Portugal, son fils Charles, comte de Charolais, futur Charles le Téméraire, accompagnés du duc Charles Ier d'Orléans et de sa femme Marie de Clèves, nièce du duc de Bourgogne, venus visiter la basilique d'Amiens.
Comme tous les évêques d'Amiens, il dut compter avec le chapitre de chanoines de l'église cathédrale : le 28 octobre 1452, il donna son consentement à un texte préparé par ces derniers, limitant leurs obligations en matière de réparations de l'église. Selon les archives départementales de la Somme, il fut un des évêques qui eut le plus d'affrontements avec le chapitre et il s'en « vengeait » en réservant ses faveurs aux chapelains auxquels il fit beaucoup de bien.
En octobre 1454, il assista au transfert dans une châsse neuve des reliques de saint Saulve, ancien évêque d'Amiens (Sauve d'Amiens) et de saint Ingand, son disciple, conservées dans l'abbaye Saint-Saulve de Montreuil. Dès 1451, il avait favorisé ce monastère en accordant des indulgences aux visiteurs de ces reliques, le jour de la fête des deux saints.
Jean Avantage participa au concile provincial tenu à Soissons, le 11 juillet 1455, convoqué par l'archevêque de Reims, Jean II Jouvenel des Ursins.

#### Les statuts synodaux de 1456
En 1455, il tint un synode diocésain rassemblant les ecclésiastiques placés sous son autorité, pour lequel un certain nombre d'entre eux ne pouvant se déplacer donnèrent procuration ou désignèrent des mandataires. Il y énonça notamment la liste des cas dont il se réservait l'absolution, ce document est considéré comme le plus ancien du genre, édicté par un évêque, qui soit connu.
Dans la prolongation de cette session, il produisit des statuts synodaux, imprimés en 1456,  publiés par Edmond Martène,. Ces statuts sont des « manuels de savoir-vivre à l'usage des clercs », ils avaient une vocation d'éducation même s'ils étaient également l'occasion de rappeler nombre d'obligations et d'interdictions s'appliquant tant aux clercs qu'aux laïcs. Jean Avantage y affirmait son rôle d'évêque, interdisant par exemple à tous ceux de son diocèse de se faire tonsurer et ordonner par un autre évêque que lui sans sa permission, moyen également pour lui de vérifier l'aptitude du candidat à devenir clerc. Il y défendait l'activité des tribunaux qui dépendaient de lui en mettant en avant son rôle - en tant qu'évêque - de défenseur de l'autorité publique. Il tenta ainsi de préserver l'autonomie de la juridiction de l'église face aux avancées de la justice royale, y compris pour les crimes les plus graves (homicide, sacrilège, enlèvement, incendie, viol, etc.). À ce titre, la tonsure des clercs servait également à les distinguer des personnes ordinaires afin que les tribunaux laïcs puissent les reconnaître. Ces statuts visaient de même à protéger les biens et les fonctions d'Église, la sanction en cas d'atteinte étant l'excommunication.  Celle-ci était citée plusieurs fois comme punition encourue par les contrevenants. Jean Avantage rappelait l'interdiction faite aux prêtres de fréquenter les femmes, autrement dit le concubinage, plus ou moins fréquent selon les périodes et les endroits, ou encore l'obligation de résidence dans la paroisse, la sanction dans ce cas étant d'abord la suspension ou suspense, l'excommunication n'intervenant en général qu'en tant que dernier recours pour les prêtres. Il précisait également la volonté de l'Église de contrôler le mariage, et donc la sexualité, et ses modalités qui s'imposaient à tous, rappelait la nécessité du respect du calendrier religieux comme l'interdiction de travailler les dimanches et jours de fête religieuse, énonçait de nouveau le caractère sacré des églises et cimetières empêchant que s'y déroulassent des activités profanes (jeux, rixes, commerce…), réaffirmait l'existence du droit d'asile dans les églises, tout en énonçant les cas où celui-ci ne s'appliquait plus (cas où le réfugié a commis certains crimes, ex : crime commis dans une église). Ces statuts contenaient ainsi nombre de prescriptions destinées à clarifier les situations, à rappeler des positions traditionnelles de l'Église, y compris en matière civile, (interdiction de l'usure, condamnation de l'endettement, respect des testaments, etc.) et à éviter que les contrevenants ne puissent mettre en avant leur ignorance de celles-ci.
Par rapport aux autres statuts synodaux édictés par d'autres évêques à Amiens ou dans d'autres diocèses de la province ecclésiastique de Reims, avant ou après le XVe siècle, ceux de Jean Avantage se démarquaient en traitant dans un long passage de la sorcellerie et des pratiques « démoniaques », tout en ne condamnant à l'excommunication que les seuls astrologues, ainsi distingués des autres cas de sorcellerie ce qui était inhabituel. Véronique Beaulande suggère que cette particularité s'explique par la proximité de l'évêque avec le duc de Bourgogne Philippe le Bon, principal adversaire du roi de France Charles VII qui vient d'officialiser le poste d'astrologue royal.
Jean Avantage mourut le 26 novembre 1456, après dix-neuf ans d'épiscopat.

## Tombeau et plaque commémorative
Il fut inhumé dans la cathédrale d'Amiens, dans la chapelle des Chapelains, auparavant appelée Notre-Dame Anglette où il avait fondé une messe quotidienne. Sa tombe, une grande dalle de pierres bleues, était couverte de lames d'airain, enlevées pendant la Révolution française. Son épitaphe en vers latins qui figurait sur la dalle a disparu. La dalle elle-même était au XIXe siècle recouverte par le parquet.
Dans une chapelle de la cathédrale, au bas-côté du chœur existe toujours une plaque de cuivre commémorative gravée et émaillée, réalisée lors de son décès, rappelant les différentes fondations qu'il fit dans la communauté des chapelains : il est représenté agenouillé devant Marie (mère de Jésus) et assisté de saint Jean-Baptiste, (Jean le Baptiste), son saint patron. La plaque est classée monument historique.

## Armes
Les armes de Jean Avantage timbrées d'une crosse sont : « D'azur à trois têtes de licorne d'argent ».